# Gabriela Benesch

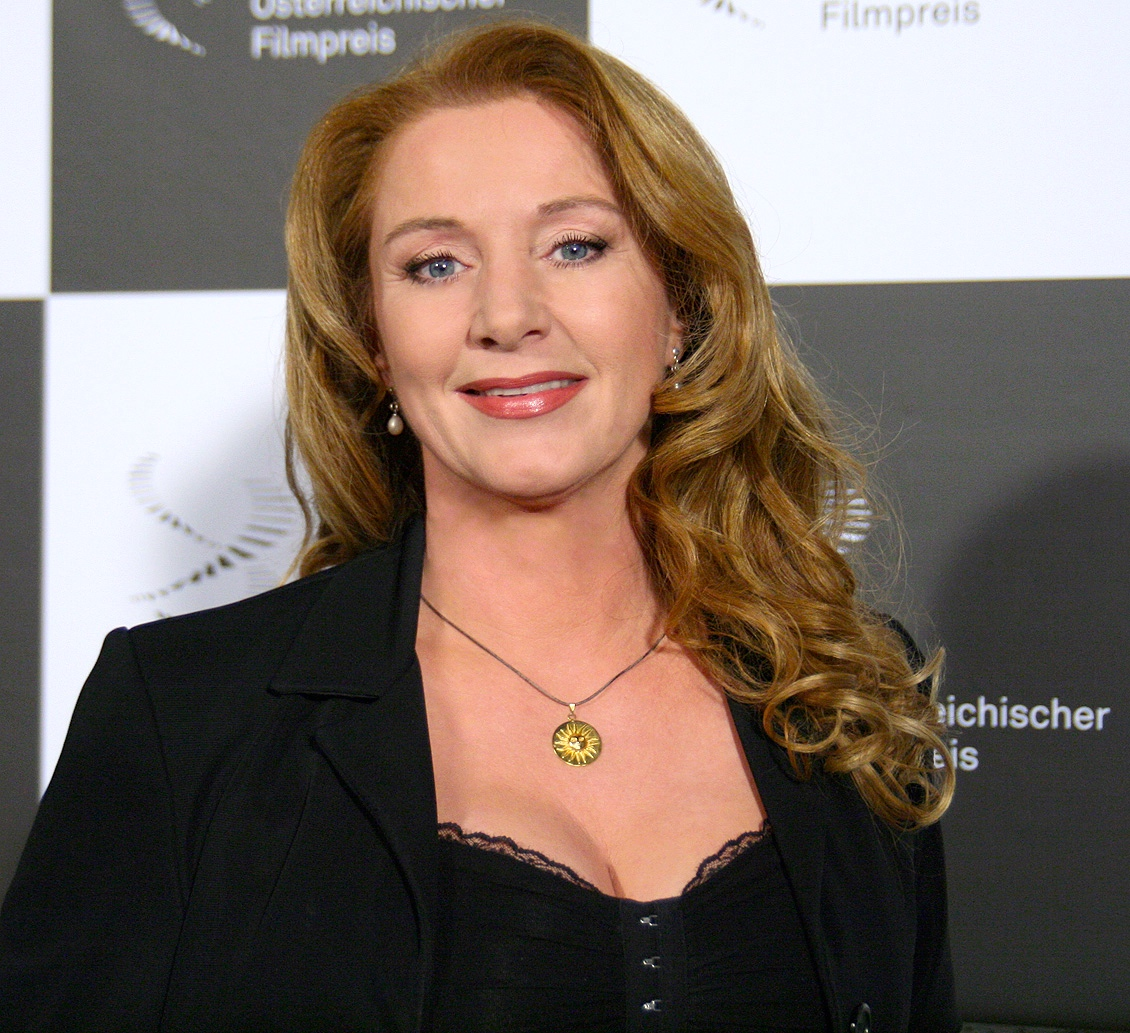
Gabriela Benesch (2012)

Gabriela Benesch (* 29. Juli 1965 in Wien) ist eine österreichische Schauspielerin, Kabarettistin und Coach für Schauspieler.

## Leben und Werk
Gabriela Benesch besuchte die Tourismusschule St. Pölten und absolvierte im Anschluss ihre Schauspielausbildung in Wien. Ihre Bühnenkarriere begann sie am Theater in der Josefstadt, dem sie mehrere Jahre als Ensemblemitglied angehörte.
Sie gastierte an renommierten Bühnen in Hamburg, Berlin, München, Frankfurt, Zürich, bei den Festspielen in Reichenau und mehrfach am Volkstheater in Wien.
Für Film und Fernsehen spielte sie Hauptrollen in deutschen, österreichischen und internationalen Produktionen, wie z. B. Bernds Hexe (2002 bis 2004) und zuletzt im TV-Mehrteiler 11er Haus, den ZDF-Komödien Die Ohrfeige, Feine Dame, Jeder Mensch braucht ein Geheimnis, Die Slupetzkis, den ARD-TV-Krimis Der Ermittler, Tatort, Team Berlin und den TV-Movies Die Samenhändlerin und Inga Lindström.
Seit 2006 ist Gabriela Benesch auch im Kabarett aktiv, zuletzt mit dem Solo-Kabarett-Programm Cavewoman, basierend auf „defending the cavewoman“ der südafrikanischen Autorin Emma Pierson. Gemeinsam mit Schauspieler und Regisseur Erich Furrer bestreitet sie aktuell weitere Kabarettprogramme.

## Filmografie
- 1986: Treffpunkt Grenze
- 1986: Wie kommt das Salz ins Meer
- 1987: Camilio Castellioni
- 1987: Lebenslinie
- 1987: Ein Mann nach meinem Herzen
- 1987: Diese Drombuschs
- 1988: Calafati Joe
- 1988: Tatort: Feuerwerk für eine Leiche
- 1988: Roda Roda (Folge 10)
- 1989: Frühlingserwachen
- 1990: Die Kaffeehaus-Clique
- 1990: Zwei Männer am Herd
- 1990: Tatort
- 1992: Leas Hochzeit
- 1994: Kabel und Liebe
- 1994: Sylter Geschichten
- 1995: Kommissar Rex
- 1995: Der Postkartenmörder
- 1995: Du bringst mich noch um
- 1995: Autsch!
- 1996: Dr. Stefan Frank – Labyrinth der Gefühle
- 1996: Spitzenleistung
- 1996: Schlosshotel Orth
- 1997: Die Bräute
- 1997: Der Kreis Luther
- 1998: Quintett komplett
- 1998: Im Namen des Gesetzes
- 1998: Die Buggy Bande
- 1999: St. Angela
- 1999: OP ruft Dr. Bruckner
- 1999: Team Berlin
- 1999: Finnlandia
- 2000: Dr. Sommerfeld – Neues vom Bülowbogen
- 2000: Sinan Toprak ist der Unbestechliche
- 2000–2003: Für alle Fälle Stefanie
- 2000–2004: Bernds Hexe
- 2002: Der Bulle von Tölz: Mord mit Applaus
- 2004: 11er Haus[3]
- 2005: Die Ohrfeige
- 2005: Der Ermittler
- 2006: Ainoa
- 2006: Feine Dame
- 2006: Vier Frauen und ein Todesfall
- 2006: Die Slupetzkys
- 2008: Unser Charly
- 2009: Der Trickser
- 2009: Jeder Mensch braucht ein Geheimnis
- 2010: Der Landarzt
- 2010: Da kommt Kalle
- 2011: SOKO Donau
- 2011: Herzflimmern – Die Klinik am See
- 2011: Die Samenhändlerin
- 2013: Inga Lindström – Wer, wenn nicht du
- 2016: Clara

## Theater in der Josefstadt
- 1985: Hohenbüll oder die Schwierigen, von Florian Kalbeck, Regie: Rudolf Steinböck, Rolle: Fanny Hohenbüll
- 1986: Boeing -Boeing, von Marc Camoletti, Regie: Ernst Kaufmann, Rolle: Jacqueline
- 1987: Reigen, von Arthur Schnitzler, Regie: Dieter Haspel, Rolle: Das Süße Mädl
- 1988: Alles Walzer, von Fritz Schindlecker, Regie: Erwin Steinhauer, Rolle: Christa
- 1988: Hof- und Personalnachrichten, von Georg Saiko, Regie: Wolfgang Glück, Rolle: Leopoldin
- 1989: Reigen, von Arthur Schnitzler, Regie: Otto Schenk, Rolle: Maria
- 1989: Frühlingserwachen, von Frank Wedekind, Regie: Hannelore Hoger, Rolle: Wendla Bergman
- 1990, Der gläserne Pantoffel, von Franz Molnar, Regie: Herman Kutscher, Rolle: Irma
- 1990: Vom Teufel geholt, von Knut Hamsun, Regie: Thomas Schulte-Michels, Rolle: Fanny N.
- 1991: Anatol, von Arthur Schnitzler, Regie: Otto Schenk, Rolle: Fritzi
- 1991: Leas Hochzeit, von Judith Herzberg, Regie: Harald Clemen, Rolle: Pia
- 1991: Victor oder die Kinder an die Macht, von Roger Vitrac, Regie: Thomas Schulte-Michels, Rolle: Lili
- 1992: Das Mädl aus der Vorstadt, von Johann Nestroy, Regie: Jürgen Flimm, Rolle: Das Mädl aus der Vorstadt
- 1992: Tartuffe, von Jean Baptiste Molière, Regie: Schulte-Michels, Rolle: Mariane
- 1993: Liebelei, von Arthur Schnitzler, Regie: Karl Heinz Hackl, Rolle: Mitzi Schlager

## Theater (allgemein)
- 1984: Das Produkt, von Franz Buchrieser, Regie: Franz Buchrieser, Rolle: Angelika, im Volkstheater, Wien
- 1984: Wann kommst du wieder roter Reiter, von Mark Medoff, Regie: Dieter Haspel, Rolle: Daniela, im Ensembletheater Wien
- 1984: Das Dreimäderlhaus, von Franz Schubert, Regie: Fritz Zecha, Rolle: Rosa, im Raimundtheater, Wien
- 1985: Die Freier, von Joseph von Eichendorff, Regie: Maria Becker, Rolle: Flora, im Renaissance-Theater, Berlin
- 1985: Blick zurück im Zorn, von John Osborne, Regie: Tom Stephanson, Rolle: Alison, im Auerspergtheater, Wien
- 1986: Der Vater, von August Strindberg, Regie: Helmut Wiesner, Rolle: Bertha, Gruppe 80 Wien
- 1993: Liebesgeschichten und Heiratssachen, von Johann Nestroy, Regie: Robert Meyer, Rolle: Ulrike, Festspiele Reichenau
- 1994: Das Konzert, von Hermann Bahr, Regie: Gerhard Tötschinger, Rolle:Delfine Jura, in der Komödie im Bayerischen Hof, München
- 1999: Odyssee 3001, von Arthur C. Clarke, Regie: Erwin Kienast, Rolle: Dr. Wallace, in der Hofburg, Wien
- 2001: Zehn kleine Negerlein, von Agatha Christie, Regie: Peter Kühn, Rolle: Vera Claythorne, am Fritz Remond Theater, Frankfurt
- 2001: Il Campiello, von Carlo Goldoni, Regie: Gerhard Tötschinger, Rolle: Lucietta, Festspiele Perchtoldsdorf
- 2003: Der tollste Tag, von Peter Turrini, Regie: Josef Köpplinger, Rolle: Gräfin Almaviva, im Volkstheater, Wien[4]
- 2003: Die Traumnovelle, von Arthur Schnitzler, Regie: Jürgen Kaizik, Rolle: Albertine, Festspiele Reichenau[5]
- 2004: Der Talisman, von Johann Nestroy, Regie: Michael Gampe, Rolle: Madame Constantia, Festspiele Reichenau
- 2005: Was ihr wollt, von Shakespeare, Regie: Adi Hirschal, Rolle: Olivia, im Lustspielhaus Wien
- 2006: Der eingebildete Kranke, von Jean Baptiste Molière, Regie: Ferdinando Chefalo, Rolle: Toinette, Sommerfestspiele Laxenburg[6]
- 2009: Große Szene und Das Bacchusfest, von Arthur Schnitzler, Regie: Doris Weiner, Rolle: Sophie & Agnes, im Volkstheater, Wien
- 2010: Arkadien, von Tom Stoppard, Regie: Dora Schneider, Rolle: Lady Croom, im Landestheater Niederösterreich
- 2011: Bella Donna, von Stefan Vögel, Regie: Philippe Roussel, Rolle: Bella Donna, im Vorarlberger Volkstheater
- 2013: Yedermann, von Franzobel, Regie: Adi Hirschal, Rolle: Mutter, im Lustspielhaus, Wien[7]
- 2016: Bella Donna, von Stefan Vögel, Regie: Erich Furrer, Rolle: Bella Donna, in der Komödie am Kai, Wien[8]
- 2016: Drei mal Leben, von Yasmina Reza, Regie Armin Halter, Rolle:Sonja, im Theater St. Gallen

## Kabarettprogramme
- Verliebt – Verlobt – Verheiratet, 2006–2008, Satirisches Kabarettprogramm, Idee, Regie & Produktion: Gabriela Benesch, Theater Walfischgasse, Wien
- All you need is love!?, 2009, Satirisches Kabarettprogramm, Idee, Regie & Produktion: Gabriela Benesch, Akzent Theater, Wien
- Cavewoman, seit 2012, Solo-Comedy-Kabarett, Regie: Erich Furrer[9]
- Hilfe, wir sind erleuchtet!, seit 2014, Kabarettduo Gabriela Benesch und Erich Furrer, Regie: Erich Furrer
- Oh, Ihr Fröhlichen!, seit 2015, Weihnachts-Kabarettduo Gabriela Benesch und Erich Furrer, Regie: Erich Furrer

## Auszeichnungen
- ausgezeichnet in Wien als "Beste Theaterschauspielerin des Jahres"